# Vittorio Amedeo Cigna-Santi
Vittorio Amedeo Cigna-Santi (Torino, 25 dicembre 1728 – Torino, 14 febbraio 1799) è stato un poeta e librettista italiano.

## Biografia
Nacque a Torino il giorno di Natale del 1728. Suo padre Francesco Antonio Cigna era al servizio nella corte di Vittorio Francesco di Savoia, marchese di Susa (1694-1762), figlio legittimato di re Vittorio Amedeo II. La madre era Vittoria Margherita Santi, dama di Vittoria Francesca di Savoia, sorella del marchese di Susa e poi principessa di Carignano.
La sua giovinezza e la sua formazione avvennero, quindi, all'interno della corte dei Savoia. Allievo di Girolamo Tagliazzucchi, professore all'Università di Torino, ne seguì i corsi all'Università di Torino, anche se non è nota la data della sua laurea.
Nel 1748, ventenne, pubblicò alcuni scritti nei Poetici componimenti dedicati all'illustrissimo e reverendissimo monsignore Ignazio Dellachiesa vescovo di Casal di Monferrato dalla confraternita de' Disciplinanti di Moncalvo in occasione della visita pastorale nell'anno 1748 (Torino, Fontana, 1748). Nel 1750 fu la volta di alcuni poemi nelle Canzoni per le nozze del signor conte (Turinetti) di Pertengo colla nobiltà donna Provana (Torino, Zappata, 1750).
Fra 1754 e 1755 scrisse il suo primo libretto: l'Andromeda, rappresentata al Teatro Regio di Torino, per il carnevale del 1755 su musica di Gioacchino Cocchi. Era l'inizio di un'attività di librettista destinata a proseguire per un trentennio.
I primi libretti ebbero un modesto successo: tra questi si ricorda il famoso Mitridate, Re di Ponto che sarà musicato nel 1767 da Quirino Gasparini e nel 1770 da Wolfgang Amadeus Mozart. 
Nel 1765 produsse il suo libretto più noto, Motezuma, il quale venne musicato da Gian Francesco de Majo e rappresentato al Teatro Regio nello stesso anno e successivamente da Josef Mysliveček, Giovanni Paisiello, Baldassarre Galuppi, Antonio Sacchini, Pasquale Anfossi, Giacomo Insanguine e Nicola Antonio Zingarelli; nel 1785 una versione revisionata fu musicata anche da Franz Joseph Haydn.
Cigna-Santi scrisse quasi esclusivamente drammi per musica. Nei propri libretti egli imitò i grandi Apostolo Zeno e Pietro Metastasio, però usando una poetica meno elegante.
Si sposò il 30 aprile 1764 con Angela Margherita Dubois.
Nel 1777 fu nominato ufficialmente “poeta della Società dei cavalieri del Teatro Regio»
Il 12 marzo 1785 Vittorio Amedeo III nominò Cigna Santi «istoriografo dell'Ordine della Santissima Annunziata». Nell'ambito di tale incarico egli scrisse un'ampia storia dell'Ordine, restata manoscritta e conservata presso la Biblioteca Reale di Torino. Di essa pubblicò solo la Serie cronologica de'cavalieri dell'Ordine supremo del Collare indi della Santissima Nunziata (Torino, Stamperia Reale, 1786).
Abbandonata l'attività di librettista con la nomina ad istoriografo, morì a Torino il 14 febbraio 1799.

## Opere

### Libretti
L'anno si riferisce alla prima rappresentazione.
- Andromeda (dramma per musica, musicato da Gioacchino Cocchi, Carnevale 1755; musicato da Giuseppe Colla, 1771; musicato da Giuseppe Gazzaniga come Perseo ed Andromeda, 1775)
- Enea nel Lazio (dramma per musica, musicato da Tommaso Traetta, 1760)
- Ifigenia in Aulide (dramma per musica, musicato da Ferdinando Bertoni, 1762; musicato da Carlo Franchi, 1766)
- Ercole sul Tago (serenata per musica, musicato da Luciano Xavier dos Santos, 1765)
- Motezuma (dramma per musica, musicato da Gian Francesco de Majo, 1765; musicato da Josef Mysliveček, 1771; musicato da Giovanni Paisiello, 1772; musicato da Baldassarre Galuppi, 1772; musicato da Antonio Sacchini, 1775; musicato da Pasquale Anfossi, 1776; musicato da Giacomo Insanguine, 1780; musicato da Nicola Antonio Zingarelli, 1781)
- Mitridate Re di Ponto (dramma per musica, musicato da Quirino Gasparini, 1767; musicato da Wolfgang Amadeus Mozart, 1770)
- Issea (favola pastorale, musicato da Gaetano Pugnani, 1771)
- Tamas Kouli-Kan nell'India (dramma per musica, musicato da Gaetano Pugnani, 1772; musicato da Pietro Alessandro Guglielmi, 1774)
- L'isola di Alcina (dramma per musica, musicato da Felice Alessandri come Alcina e Ruggero, 1775)